# Aufruhr in Damaskus
Aufruhr in Damaskus (traduction : Tumulte à Damas) est un film allemand réalisé par Gustav Ucicky, sorti en 1939. Ce film fut officiellement qualifié de "valable artistiquement" (künstlerisch wertvoll) et d'avoir une "valeur politique spéciale" (staatspolitisch wertvoll).

## Synopsis
Pendant la Première Guerre mondiale, des troupes allemandes sont aux prises avec une révolte arabe menée par Lawrence d’Arabie et les Britanniques.

## Fiche technique
- Titre : Aufruhr in Damaskus
- Titre américain : Tumult in Damascus
- Réalisation : Gustav Ucicky
- Scénario : Jacob Geis, Philipp Lothar Mayring, Herbert Tjadens
- Cinématographie : Paul Rischke, Oskar Schnirch
- Costumes : Willi Ernst
- Montage : Gertrud Hinz-Nischwitz
- Décors : Karl Böhm, Erich Czerwonski
- Musique : Willy Schmidt-Gentner
- Ingénieur du son : Walter Rühland
- Assistant réalisateur : Arnfried Heyne
- Conseiller militaire : Erich von Gomlicki
- Pays de production :  Reich allemand
- Lieu de tournage: Tripoli, Libye
- Sociétés de production : Terra Filmkunst
- Producteur : Otto Lehmann
- Format : Noir et blanc - 1,37:1 - Mono
- Dates de sortie :
  - Troisième Reich : 8 mars 1939
  - États-Unis : 5 mai 1939

## Distribution
- Brigitte Horney
- Joachim Gottschalk
- Hans Nielsen
- Ernst von Klipstein (en)
- Paul Otto
- Ingolf Kuntze
- Paul Westermeier
- Gerhard Bienert
- Friedrich Gnaß
- Ludwig Schmid-Wildy
- Adolf Fischer
- Willi Rose (en)
- Hellmuth Passarge (de)
- Gustav Püttjer : Wolff
- Jac Diehl : un soldatSoldat
- Erich Dunskus
- Hansjakob Gröblinghoff : un soldat
- Peter C. Leska
- Seraj Munir : Moni
- Claire Reigbert
- Erika Streithorst : une infirmière
- Heinz Welzel
- Franz Kossak
- Kurt Mikulski
- Louis Melotte
- Edward Melotte
- Hans Rudolf Ballhausen
- Angelo Ferrari